# Николь (певица, Чили)
Денис Лилиан Лаваль Соза (исп. Denisse Lilian Laval Soza); 19 января 1977, Сантьяго, Чили) — чилийская певица, актриса, модель, более известная под своим сценическим псевдонимом Николь (Nicole). Выступает преимущественно в Сантьяго и Майами.

## Биография
Николь начала своюю карьеры ещё будучи ребёнком. Её первый альбом «Tal Vez me Estoy Enamorando» («Perhaps I am falling in love») принёс ей успех местного значения, заслужив статус «золотого». Годом позже, в возрасте 16 лет, певица выпустила «Esperando Nada» («Waiting for nothing»), спродюсированный Tito Dávila (экс-участником Enanitos Verdes), которого было продано более 75 000 копий только в её стране. В 1997 «Sueños en Tránsito» («Dreams in transit»), спродюсированный Густаво Серати, принёс Николь признание в Латинской Америке как состоявшейся певицы.
Расширяя свои горизонты Николь переехала в Мексику и позднее в Майами, США, где она познакомилась с Бруно дель Гранадо, который, услышав её, зачислил Николь в латиамериканский лейбл Мадонны: Maverick Música.

## Музыкальная карьера
Альбом «Viaje Infinito» («Бесконечное путешествие»), выпущенный в 2002 году, записанный в Нью-Йорке и спродюсированный Андресом Ливайном, получил номинацию на «Грэмми» в категории как исполненный лучшей латиноамериканской вокалисткой. Этот альбом открыл Николь дорогу для выступлений с такими музыкальными тяжеловесами, как легендарная группа Chicago выступавшая на World Music Jam, проводившемся в Radio City Hall’е. Она исполнила с ними незабываемую композицию «If You Leave Me Now».
В это время Николь сыграла роли в двух кинематографических работах: «La Amiga» (США) и «Se Arrienda» (Чили). Фильмы получили признание на различных кинофестивалях по всему миру.
В настоящее время Николь продвигает свой последний альбом под названием APT (apartment), спродюсированный Джимми Фрейзером и Николь, вышедший в июле 2006 года под ей собственным лейблом «Chika Entertainment Inc.». Первым синглом с альбома стала композиция «Si Vienes por Mi» («If You Come for Me»). Второй вышедший сингл с этого альбома — это «Veneno» («Poison»), ставший более успешным, чем первый.

## Дискография
- Tal Vez Me Estoy Enamorando (1989)
- Esperando Nada (1994)
- Sueños en Tránsito (1997)
- Viaje Infinito (2002)
- APT (2006)
- 20 años (2010)